# Bruno Hasbrouck Zimm
Bruno Hasbrouck Zimm (Woodstock, 31 ottobre 1920 – La Jolla, 26 novembre 2005) è stato un chimico statunitense.

## Biografia
Fu professore emerito di chimica e biochimica presso la University of California, San Diego e ricercatore nel settore dei polimeri e dello studio del DNA.
Zimm si laureò nella Kent School a Kent, nel Connecticut nel 1938.
Nel 1946 mise a punto un metodo per l'analisi di macromolecole in soluzione attraverso la tecnica del light scattering. A lui si deve inoltre il diagramma di Zimm, utilizzato per determinare in maniera simultanea il raggio di girazione, il secondo coefficiente viriale e il peso molecolare di una macromolecola.
Nel 1956 rivolse i propri studi alla viscoelasticità delle soluzioni polimeriche e al fenomeno della birifrangenza di flusso.
Assieme a William Lawrence Bragg, nel 1959 mise a punto il modello di Zimm-Bragg, che spiega la transizione di configurazione dei polipeptidi.
È morto nella città di La Jolla, in California, a causa della malattia di Parkinson.

## Pubblicazioni
Durante la sua carriera scrisse oltre 165 pubblicazioni scientifiche.

## Premi e riconoscimenti
Nel corso della sua carriera Bruno Hasbrouck Zimm ricevette diversi riconoscimenti, tra cui:
- 1957: Premio Baekeland della American Chemical Society
- 1960: Medaglia Bingham dalla Society of Rheology
- 1963: American Physical Society High-Polymer Physics Prize
- 1981: NAS Award in Chemical Sciences, per il suo impegno nell'ambito della chimica dei polimeri e delle macromolecole[4]
- 1982: Medaglia Kirkwood della American Chemical Society.